# 驻加拿大台北经济文化代表处
驻加拿大台北经济文化代表处（英語：Taipei Economic and Cultural Office in Canada），简称駐加拿大經文處（TECO Canada），是中華民國外交部在加拿大首都渥太华設立的驻外代表機構，为實質大使館。中華民國外交部內部按慣例稱之為「駐加拿大代表處」。
下属分支机构位于安大略省多伦多、不列颠哥伦比亚省温哥华和魁北克省蒙特利尔。渥太华的代表处处理大渥太华地区护照及签证问题，而多伦多、温哥华和蒙特利尔的办事处则处理加拿大其他地区的事务。代表处的现任代表是曾厚仁。

## 机构历史
1973年9月10日，中華民國經濟部設置「遠東貿易服務中心駐多朗多辦事處」。該辦事處後併為「駐加拿大臺北經濟文化辦事處經濟組」。1979年6月，加拿大政府批准中華民國全國商業總會設立派駐機構。1980年7月，「駐加拿大臺北中華貿易商會」在多倫多成立並展開業務。該商會係由中華民國全國商業總會與行政院新聞局共同設立，後併為「駐加拿大臺北經濟文化辦事處新聞組」:23。
1990年10月22日，中華民國政府與加拿大政府簽署在加設立機構的換文。11月15日，对外宣布。1991年1月8日，在多倫多設立「臺北經濟文化辦事處」（「臺北經濟文化辦事處多倫多總處」）。8月8日，正式對外辦公。1992年5月6日，設立「駐渥太華臺北經濟文化辦事處」，設館工作由時任駐渥太華代理處長趙麟主導。1993年8月1月，駐多倫多的「臺北經濟文化辦事處」更名為「駐加拿大臺北經濟文化代表處」並遷往渥太華。同月，裁撤「駐渥太華臺北經濟文化辦事處」:24。
2022年12月，中華民國外交部宣布於蒙特婁增設辦事處。

## 下属部门
- 業務組
- 服務組
- 教育組
- 經濟組
- 新聞組
- 科技組

## 駐處地點與轄區
| 辦事處 | 辦事處                     | 領務轄區                                                                       |
| ------ | -------------------------- | ------------------------------------------------------------------------------ |
|        | 駐加拿大台北經濟文化代表處 | 渥太華及衛星城市                                                               |
|        | 駐多倫多臺北經濟文化辦事處 | 安大略省、曼尼托巴省、新斯科細亞省、愛德華王子島省                             |
|        | 駐溫哥華臺北經濟文化辦事處 | 卑詩省、亞伯達省、薩斯喀徹溫省、育空地區、西北地方                             |
|        | 駐蒙特婁臺北經濟文化辦事處 | 努納武特地區、新不倫瑞克省、魁北克省、紐芬蘭與拉布拉多省、法屬圣皮埃尔和密克隆 |